# Nano con cane
Nano con cane (Enano con un perro), ma anche Ritratto di buffone con cane oppure Don Antonio "l'Inglese'', è un dipinto a olio su tela (142x107 cm) di Diego Velázquez o della sua cerchia, realizzato fra il 1640 e il 1645 e conservato a Madrid presso il Museo del Prado (n. cat. P01203).

## Storia
La paternità di Velázquez, sostenuta e celebrata dallo storico dell'arte Antonio Palomino, ha resistito a lungo e, benché la tecnica esecutiva - sempre leggera e pastosa - sia più limitata e abborracciata rispetto a quella usuale del maestro sivigliano, nondimeno l'opera venne e viene tuttora considerata come un ottimo esempio del ritratto di corte secondo il modello da lui diffuso nel barocco spagnolo. Fra gli altri possibili autori si è comunque pensato a Juan Carreño de Miranda, in base agli studi per l'identificazione del personaggio, la data di esecuzione e la tecnica pittorica.

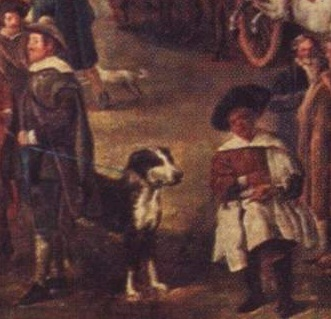
Particolare del cane mastino raffigurato nella Cacería del tabladillo en Aranjuez di Juan Bautista Martínez del Mazo (Prado, Madrid).

Già annoverata fra le opere di Velázquez negli inventari del Palazzo reale, dove era collocata nel Settecento (gabinetto reale) e nell'Ottocento (camera da letto della prima principessa), fu lo studioso Juan Allende-Salazar nel 1925 il primo a porre in dubbio l'attribuzione tradizionale e a suggerire il nome di Juan Carreño de Miranda. Nel 1957, lo storico dell'arte tedesco Kurt Gerstenberg collegò il ritratto con la pittura di Juan Bautista Martínez del Mazo, sottolineando l'estrema somiglianza fra il cane qui raffigurato e il mastino presente nella Cacería del tabladillo en Aranjuez, opera sicuramente di del Mazo pure conservata al Museo del Prado.
Espunto dal catalogo delle opere di Velázquez sia da José López-Rey che da Jonathan Brown (due fra i più autorevoli studiosi della vita e delle opere di Velázquez) con l'avallo della maggior parte della crítica specializzata, oggi si tende a considerare il Nano con cane come un prodotto tardo (intorno al 1650) della cerchia di Velázquez o comunque influenzato dalla sua tecnica compositiva, senza giungere però a definirne l'esatta paternità ed evidenziandone al contrario i limiti di esecuzione, ad esempio nella concezione spaziale, che suggeriscono trattarsi di un'opera incompiuta.

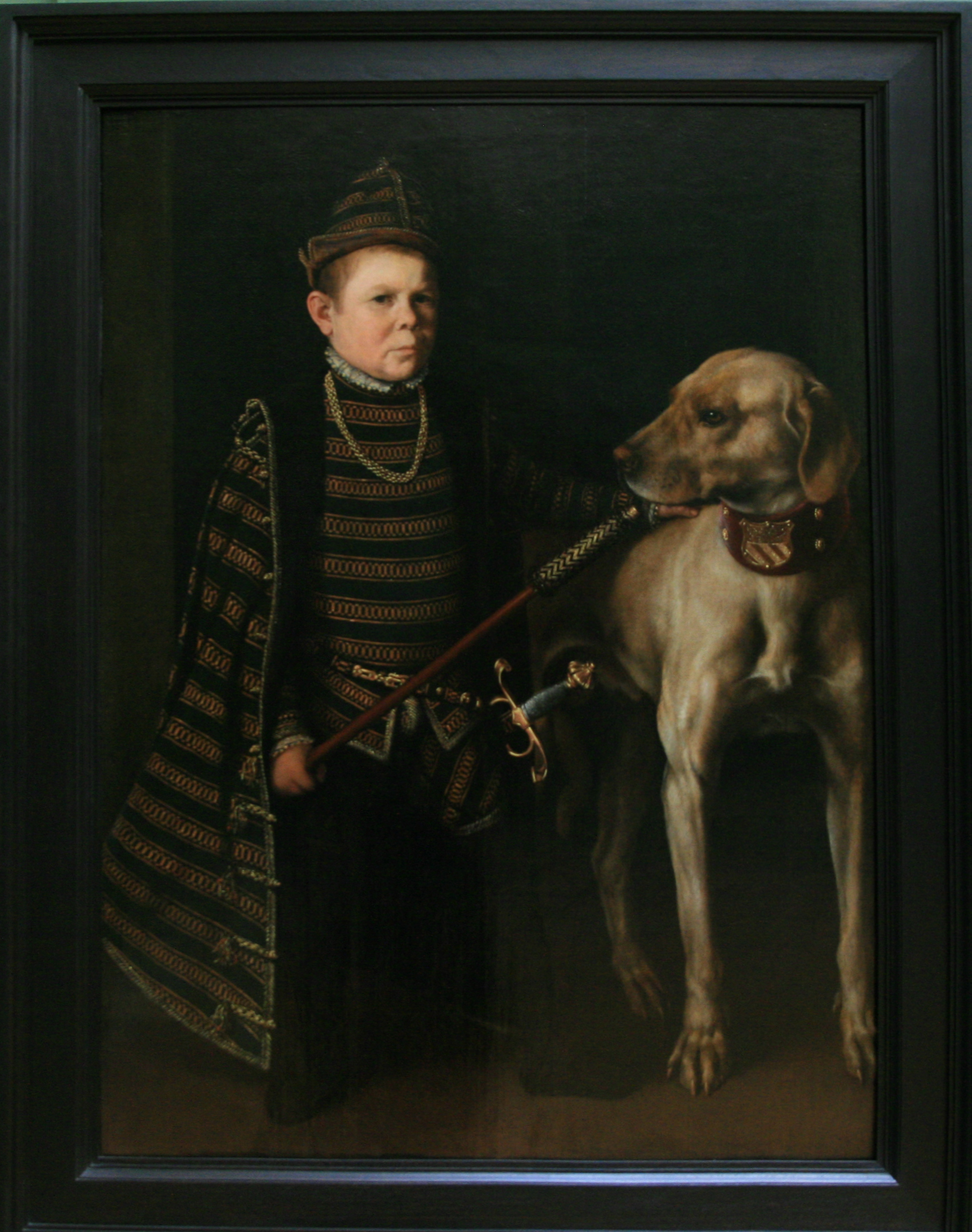
Le nain du cardinal de Granvelle tenant un gros chien di Antonio Moro (Louvre, Parigi).

## Descrizione
Il nano o buffone di corte, che vi è raffigurato in posizione eretta, indossa un ricco ed elegante vestito color ocra con marezzatura e bordi dorati e con pizzi bianchi per colletto e polsini; il cappello piumato di bianco che tiene nella mano destra, la spada alla cintola e gli stivali in tinta completano l'abbigliamento che nel suo insieme sembra conferire alla figura una sorta di vaga nobiltà. Tale effetto è però contraddetto dall'ingombrante presenza di un mastino, tenuto al guinzaglio con la mano sinistra e forse con qualche apprensione: la mole dell'animale pare sottolineare non solo la modesta altezza del protagonista umano ma anche la mediocrità del suo rango sociale e cortigianesco, di poco superiore a quello appunto di un cane.
Il soggetto dell'opera rientra in un genere rappresentativo piuttosto frequentato nella pittura di corte spagnola, ma non solo, di cui Velázquez fu il principale cultore; suoi infatti sono i ritratti di diversi nani e buffoni al seguito di Filippo IV, come quelli di Juan Calabazas, Francisco Lezcano, Diego de Acedo, el Primo o Sebastian de Morra. Nello specifico, però, la corrispondenza del soggetto e dell'impostazione, oltre alla prossimità della data di realizzazione, richiamano in particolare Le nain du cardinal de Granvelle tenant un gros chien di Antonio Moro, conservato nel Louvre.
Nell'Ottocento il personaggio venne individuato dallo storico e critico d'arte Pedro de Madrazo nel buffone di corte don Antonio "l'Inglese", nome con il quale l'opera fu poi a lungo conosciuta. Nel secolo successivo lo studioso José Moreno Villa confutò però tale ipotesi dimostrando che "l'Inglese" era morto prima del 1617 e che quella data era incompatibile con la tecnica esecutiva della tela e con l'abbigliamento raffiguratovi; propose pertanto l'identificazione con un altro nano inglese, Nicholas Hodson (giunto dalle Fiandre e corrispondente al genovese Antonio Mascarelli), la cui presenza alla corte spagnola è tuttavia documentata dal 1673 al 1693, cioè diversi anni dopo la morte di Velázquez.